# Leïla Slimani
Leïla Slimani (Rabat, Marrocos, 3 de outubro de 1981) é uma escritora e jornalista franco-marroquina. Ela também é diplomata francesa, na qualidade de representante pessoal do presidente francês Emmanuel Macron na Organização Internacional da Francofonia. Em 2016, foi premiada com o Prêmio Goncourt por seu romance Chanson Douce, publicado em Portugal como Canção Doce pela Alfaguara/Penguin Random House e no Brasil como Canção de Ninar, pelo selo Tusquets da editora Planeta.
Em 2018 veio ao Brasil para participar da Flip.
Participou em várias edições da Feira do Livro de Lisboa.

## Obras
- La Baie de Dakhla: Itinérance Enchantée Entre Mer et Désert. Casablanca: Malika, 2013. ISBN 9789954037669
- Dans le jardin de l'ogre. Paris: Gallimard, 2014. ISBN 9782070146239
- Chanson Douce. Paris: Gallimard, 2016. ISBN 9782070196678
- Le diable est dans les détails. Paris: Éditions de l'Aube, 2016. ISBN 9782815921442
- Sexe et mensonges : La vie sexuelle au Maroc. Paris: Les Arènes, 2017. ISBN 9782352045687
- Paroles d'honneur. Paris: Les Arènes, 2017. ISBN 9782352046547
- Simone Veil, mon héroïne. Paris: Éditions de l'Aube, 2017. ISBN 9782815926638

Livros publicados no Brasil
- Canção de Ninar. São Paulo: Tusquets, 2018. ISBN 9788542212037
- No Jardim do Ogro. São Paulo: Tusquets, 2019. ISBN 9788542215984

Livro publicados em Portugal
- Canção Doce. Lisboa: Alfaguara, 2017. ISBN 9789896652234 (romance)
- No Jardim do Ogre. Lisboa: Alfaguara, 2018. ISBN 9789896655600 (romance)
- O país dos outros. Lisboa: Alfaguara, Alfaguara, 2021. ISBN 9789897840043 (romance). Tradução: Tânia Ganho.
- O perfume das flores à noite. Lisboa: Alfaguara, 2022. ISBN 9789897845376 (ensaio). Tradução: Isabel Castro Silva.
- Vejam Como Dançamos. Lisboa: Alfaguara, 2022. ISBN 9789897847158 (romance). Tradução: Tânia Ganho.
- Nas suas mãos. Lisboa: Alfaguara, 2024. ISBN 9789897876523 (banda desenhada/autobiografia). Tradução Tânia Ganho.
- Levarei o fogo comigo. Lisboa: Alfaguara, 2025. ISBN 9789895836130 (romance). Tradução: Tânia Ganho